# Filipe Cardoso
Filipe Duarte Cardoso Sousa (* 15. Mai 1984) ist ein portugiesischer Radrennfahrer.

## Sportliche Laufbahn
Filipe Cardoso gewann 2003 eine Etappe bei der Volta ao Portugal do Futuro. Im nächsten Jahr wurde er portugiesischer U23-Vizemeister im Zeitfahren und er gewann ein Teilstück des Grand Prix Gondomar, wo er auch Gesamtdritter wurde. 2005 konnte er das Zeitfahren der U23-Meisterschaft gewinnen und bekam für die folgende Saison einen Vertrag bei L.A. Aluminios-Liberty Seguros. In seinem ersten Jahr dort konnte er zwei Etappen sowie die Gesamtwertung der Volta ao Portugal do Futuro für sich entscheiden. 2007 gewann er die Gesamtwertung des Grand Prix Vinhos da Estremadura und eine Etappe bei der Vuelta a Chihuahua in Mexiko.
2009, 2011 und 2012 gewann Cardoso jeweils eine Tappe der Volta ao Alentejo, 2011 zudem die Gesamtwertung des Grande Prémio da Costa Azul. 2015 entschied er eine Etappe der Portugal-Rundfahrt für sich.

## Erfolge
2005
- Portugiesischer Meister – Einzelzeitfahren (U23)

2007
- eine Etappe Vuelta a Chihuahua

2009
- eine Etappe Volta ao Alentejo

2011
- Gesamtwertung und eine Etappe Grande Prémio da Costa Azul
- eine Etappe Volta ao Alentejo

2012
- eine Etappe Volta ao Alentejo

2015
- eine Etappe Portugal-Rundfahrt

## Teams
- 2006: L.A. Aluminios-Liberty Seguros
- 2007: Liberty Seguros
- 2008: Liberty Seguros
- 2009: Liberty Seguros
- 2010: LA-Rota dos Móveis
- 2011: Barbot-Efapel
- 2012: Efapel-Glassdrive
- 2013: Efapel-Glassdrive
- 2014: Efapel-Glassdrive
- 2015: Efapel-Glassdrive
- 2016: Efapel
- 2017: Rádio Popular Boavista